# دفاعی از سقط
«دفاعی از سقط» انشایی در فلسفهٔ اخلاق نوشتهٔ جودیت جارویس تامسون است که اولین بار در نشریهٔ فلسفه و امور عمومی در سال ۱۹۷۱ منتشر شد. تامسون با فرض بر اینکه جنین حق حیات دارد، آزمایش‌هایی ذهنی را طرح می‌کند تا استدلال کند که حق جنین به حیات، مقدم بر حق زن باردار به داشتن اختیار بدنش نیست، و اینکه سقط القایی از لحاظ اخلاقی مجاز است. استدلال تامسون در هر دو جبههٔ مناقشهٔ سقط منتقدان بسیاری دارد، با وجود این هنوز هستند کسانی که از این انشا دفاع کنند. مثال‌های مبتکرانه و نتایج مناقشه‌برانگیز تامسون از آن‌ها، «دفاعی از سقط» را احتمالاً به «چاپ‌شده‌ترین انشا در کل فلسفهٔ مدرن» مبدل کرده است.

## رئوس کلی انشا

### ویولن‌نواز
تامسون در «دفاعی از سقط» برای پیش بردن استدلال (نه از سر اعتقاد)، قبول می‌کند که جنین حق حیات دارد، اما با استفاده از یک آزمایش فکری از مجاز بودن سقط دفاع می‌کند.
صبح از خواب بر می‌خیزید و می‌بینید که در تخت‌خواب به ویولن‌نواز بی‌هوشی چسبیده‌اید، یک ویولن‌نواز مشهور ازهوش‌رفته. مشخص شده که او بیماری کلیوی کشنده‌ای دارد و انجمن دوستداران موسیقی پس از بررسی سوابق و مدارک پزشکی در دسترس، دریافته که شما و فقط شما گروه خونی مورد نیاز برای کمک کردن به او را دارید. بنابراین آن‌ها شما را ربوده‌اند و دیشب دستگاه گردش خون ویولن‌نواز را به مال شما متصل کرده‌اند تا کلیه‌های شما خون او را در کنار خون خودتان تصفیه کند. اگر همین حالا او را از شما جدا کنند، خواهد مرد اما در عرض ۹ ماه بیماری‌اش بهبود خواهد یافت و آنوقت می‌تواند به‌سلامتی از شما جدا شود.
تامسون استدلال می‌کند که شمای نوعی مجازید خود را از ویولن‌نواز جدا کنید حتی اگر این عمل شما به مرگ او بینجامد: دلیلش محدودیت‌های حق حیات است که شامل استفاده از بدن دیگران نیست، و بنابراین با جدا کردن ویولن‌نواز کسی حق حیات او را تضییع نکرده بلکه صرفاً او را از چیزی (که آن چیز استفاده از بدن فرد دیگری است) محروم کرده، و ویولن‌نواز اساساً حقی به این چیز نداشته است. «اگر اجازه دهید که او از کلیه‌های شما استفاده کند، این نشانهٔ مهربانی شماست، نه چیزی که او می‌تواند از شما طلب کند».
به همین خاطر، تامسون می‌گوید سقط، حق مشروع جنین به حیات را تضییع نمی‌کند، بلکه صرفاً جنین را از چیزی — استفادهٔ بدون اجازه از بدن و دستگاه‌های جان‌بخش فرد باردار — محروم می‌کند که جنین اساساً حقی به آن نداشته است. تامسون نتیجه می‌گیرد که بنابراین فرد باردار با انتخاب خاتمه دادن به بارداری، طبیعتاً حق جنین به حیات را تضییع نمی‌کند، بلکه صرفاً جلو استفادهٔ او از بدن خودش را می‌گیرد که معمولاً به مرگ جنین منتهی می‌شود.

### مداخلهٔ شخص ثالث – بچهٔ منبسط‌شونده
تامسون از این روش رایج که حق فرد به سقط را از مجاز بودن اشخاص ثالث به انجام آن استنتاج کنند انتقاد می‌کند. در اغلب موارد، حق فرد به سقط احتمالاً وابسته است به رغبت دکتر به انجام آن. اگر دکتر انجام سقط را نپذیرد، فرد باردار از حقش محروم شده است. او استدلال می‌کند منوط کردن حق فرد باردار به پذیرش یا عدم پذیرش یک دکتر، نادیده گرفتن تشخص کامل فرد باردار و در نتیجه حق او بر بدنش است. تامسون مثال فرضی «بچهٔ منبسط‌شونده» را طرح می‌کند:
فرض کنید در خانه‌ای کوچک به همراه بک بچهٔ در حال رشد محبوس شده‌اید. منظورم یک خانهٔ خیلی کوچک و یک بچه‌ای است که خیلی سریع دارد رشد می‌کند. شما تا الان به دیوار چسبیده‌اید و ظرف چند دقیقهٔ دیگر له خواهید شد و خواهید مرد. اما بچه له نخواهد شد و نخواهد مرد. اگر کاری نشود تا رشد او متوقف شود، او آسیب خواهد دید اما در نهایت خانه را خواهد ترکاند و به‌عنوان انسانی آزاد خارج خواهد شد.
تامسون می‌پذیرد که اشخاص ثالث در واقع نمی‌توانند بین کشتن شخصی که دارد له می‌شود و بچه، یکی را انتخاب کنند. اما این بدان معنا نیست که شخص در حال له شدن نمی‌تواند از خودش دفاع کند و به بچه حمله کند تا جان خودش را نجات بدهد. در تشبیه این موقعیت به بارداری، شخص باردار را می‌توان شخصی دانست که داخل خانه گیر کرده است و جنین را بچهٔ در حال رشد. در این موقعیت، جان فرد باردار در خطر است و خطر از جانب جنین است. چون جان شخص باردار نباید همین‌جوری بی‌دلیل تهدید شود و همچنین چون جنین همین‌جوری بی‌دلیل آن را تهدید نمی‌کند، هر دو بی‌گناهند و لذا هیچ شخص ثالثی نمی‌تواند مداخله کند. اما تامسون می‌گوید که شخص در معرض خطر خود می‌تواند مداخله کند، و با همین توجیه فرد باردار حق دارد سقط کند.
در ادامه تامسون به مثال بچهٔ منبسط‌شونده باز می‌گردد و می‌گوید:
زیرا آنچه نباید از یاد ببریم این است که مادر و بچهٔ متولدنشده شبیه دو مستأجر در یک خانهٔ کوچک نیستند، که متأسفانه از روی اشتباه به جفتشان اجاره داده شده است: مادر صاحب خانه است. این واقعیت که او صاحبخانه است به وقاحت این استنتاج دامن می‌زند که «مادر نمی‌تواند کاری کند» از این فرض که «اشخاص ثالث نمی‌توانند کاری کنند». اما موضوع از این هم فراتر می‌رود: این مثال این فرض که اشخاص ثالث نمی‌توانند کاری بکنند را نیز به چالش می‌کشد و بر آن نور می‌افکند.
اگر بگوییم که کسی نباید به فرد باردار کمک کند تا سقط کند، حق او بر بدنش (یا ملکش) را نپذیرفته‌ایم. تامسون می‌گوید ما شخصاً مجبور به کمک کردن به شخص باردار نیستیم، اما این، احتمال آنکه شخص دیگری شاید به فرد کمک کند را از بین نمی‌برد. همانطور که تامسون یادآور می‌شود خانه متعلق به شخص باردار است؛ به نحو مشابه بدنی که جنین را نگه داشته نیز متعلق به شخص باردار است.

### بارداری ناشی از آمیزش اختیاری – بذرهای انسان
تامسون موقعیت بذرهای انسان را به‌عنوان مثالی از باردار شدن در اثر آمیزش اختیاری مطرح می‌کند:
موقعیت زیر را تصور کنید: بذرهای انسان مثل گرده‌های گیاهان در هوا آزادانه به گردش در می‌آیند، و اگر پنجره اتاقتان را باز کنید، یک بذر می‌تواند وارد شود و در فرش یا روکش مبل ریشه بدواند. شما بچه نمی‌خواهید، پس پنجره‌هایتان را با صفحات محافظ مشبک ظریف می‌پوشانید، آن هم از اعلاترین جنسی که می‌توانید بخرید. اما همانطور که ممکن است رخ دهد، و در موارد بسیار بسیار نادر نیز رخ می‌دهد، یکی از صفحات محافظ معیوب است و یک بذر راهی به درون می‌یابد و ریشه می‌دواند.
در این مثال بذرهای انسان که از طریق پنجره وارد می‌شوند تمثیلی از لقاح هستند، علی‌رغم صفحات محافظ مشبک احتیاطی که تمثیلی از وسایل پیشگیری از بارداری هستند. فرد مورد نظر نمی‌خواهد بذر انسان در خانه‌اش ریشه بدواند بنابراین اقدامات احتیاطی لازم را برای محافظت از خود با بهترین صفحات مشبک انجام می‌دهد و سپس به‌اختیار خود پنجره‌ها را باز می‌کند. با وجود این، در صورتی که یک بذر انسان از طریق محافظ پنجره به داخل اتاق راه پیدا کند، هرچند از ورودش استقبال نشده، آیا این واقعیت ساده که فرد خود موقع باز کردن پنجره ریسک رخ دادن چنین اتفاقی را پذیرفته، او را از توانایی اینکه خانه‌اش را از شر مزاحم خلاص کند محروم می‌کند؟ تامسون می‌گوید ممکن است پاسخ برخی به این سؤال آری باشد با این توضیح که «... خب می‌توانستید بدون فرش و روکش مبل (کف زمین و صندلی تزئین‌نشده و روکش‌نشده) یا پنجره‌ها و درهای عایق زندگی‌تان را بکنید». اما او می‌گوید با این منطق، هر کسی می‌تواند به‌سادگی با هیسترکتومی از احتمال باردار شدن به خاطر تجاوز جلوگیری کند، عملی افراطی صرفاً به خاطر مقاوم شدن در برابر چنین احتمالی. تامسون نتیجه می‌گیرد اگرچه ممکن است مواقعی باشد که جنین واقعاً نسبت به بدن شخص باردار مستحق باشد، یقیناً در اکثر مواقع جنین از چنین حقی برخوردار نیست. این تمثیل این سؤال را پیش می‌آورد که آیا همهٔ انواع سقط‌ها از نوع کشتن نامنصفانه هستند.

## قیود و شروط
تامسون از حق نامحدود سقط حمایت نمی‌کند. او زنی فرضی را مثال می‌زند که دنبال سقط دیرهنگام است «فقط به دلیل اینکه از شر موکول کردن سفرش به خارج از کشور خلاص شود» و این وضعیت را «آشکارا بی‌شرفانه» می‌خواند. 
تامسون همچنین به‌صراحت این ادعا که افراد باردار حق دارند فرزندان خویش را بکشند رد می‌کند. او از حق فرد باردار به خاتمه دادن بارداری خودش حمایت می‌کند، حتی اگر این عمل به مرگ فرزند منجر شود. اما او از این حق که اطمینان حاصل شود بچه مرده است دفاع نمی‌کند. مثلاً اگر سقط دیرهنگام تصادفاً به تولد بچه‌ای زنده منجر شود، تامسون استدلال می‌کند که زن حق کشتن نوزاد را ندارد.

## نقدها
منتقدان استدلال‌های تامسون معمولاً مجاز بودن جدا کردن ویولن‌نواز را می‌پذیرند، اما سعی می‌کنند با این استدلال که بین سناریوی ویولن‌نواز و موارد عادی سقط تفاوت‌های اخلاقی مربوطی وجود دارد جلو رسیدن به این استنتاج که سقط نیز مجاز است را بگیرند. یک استثنای مشهور در این زمینه پیتر سینگر است که استدلال می‌کند، علی‌رغم شهودمان، یک محاسبهٔ فایده‌گرانه نشان می‌دهد که فرد از لحاظ اخلاقی موظف است که به ویولن‌نواز متصل بماند.
رایج‌ترین اعتراض این است که استدلال ویولن‌نواز تامسون فقط می‌تواند سقط در زمان تجاوز را توجیه کند، هرچند تامسون از تمثیل‌های جداگانه‌ای برای استدلال کردن دربارهٔ مواردی جز تجاوز استفاده می‌کند. در سناریوی ویولن‌نواز، شخص «باردار» ربوده شده بود: او اجازه نداده بود که ویولن‌نواز را به او وصل کنند و هیچ کاری هم نکرده بود که ویولن‌نواز به او وصل شود، درست همانطور که شخصی که در اثر تجاوز باردار شده هیچ کاری در جهت بارداری نکرده است. اما در موارد عادی سقط، شخص باردار مختارانه آمیزش کرده است و در نتیجه یا به صورت ضمنی اجازه داده که جنین از بدنش استفاده کند (اعتراض اجازهٔ ضمنی) یا وظیفه دارد که جنین را نگه دارد چرا که شخص باردار خود باعث شده جنینی به وجود آید که به بدن او نیاز داشته باشد (اعتراض مسئولیت‌پذیری). دیگر اعتراض‌های رایج به این ادعا می‌پردازند که جنین بچهٔ فرد باردار است، در حالی که ویولن‌نواز غریبه است (اعتراض غریبه در برابر فرزند) یا سقط مستقیماً و عامداً جنین را می‌کشد، در حالی که جدا کردن ویولن‌نواز تنها به مرگ طبیعی ویولن‌نواز منجر می‌شود (اعتراض کشتن در مقابل خودش مردن)
مدافعان استدلال‌های تامسون پاسخ می‌دهند که تطابق نداشتن ادعایی تمثیل ویولن‌نواز با موارد عادی سقط فاقد اهمیت است، یا به خاطر اینکه عواملی که منتقدان به آن‌ها متوسل می‌شوند از لحاظ اخلاقی واقعاً مربوط نیستند یا اگر هستند آنطور که منتقدان ادعا می‌کنند در مورد سقط صادق نیستند. مدافعان تامسون همچنین از استدلال بذرهای انسان تامسون به‌عنوان تمثیلی قوی برای موارد عادی سقط یاد می‌کنند.
مقالهٔ تامسون با وضع یک توجیه اخلاقی برای سقط حتی اگر حق حیات جنین به رسمیت شناخته شود، در مناقشات فلسفی دربارهٔ اخلاق سقط، مسیری جدید گشود. منتقدانش اعتراض‌های فراوانی به استدلال‌های او طرح کرده‌اند و مدافعان نیز پاسخ آن‌ها را داده‌اند و مناقشهٔ پینگ‌پنگی اینان در ژورنال‌های فلسفی همچنان ادامه دارد و منتشر می‌شود.